# Óscar Fabbiani

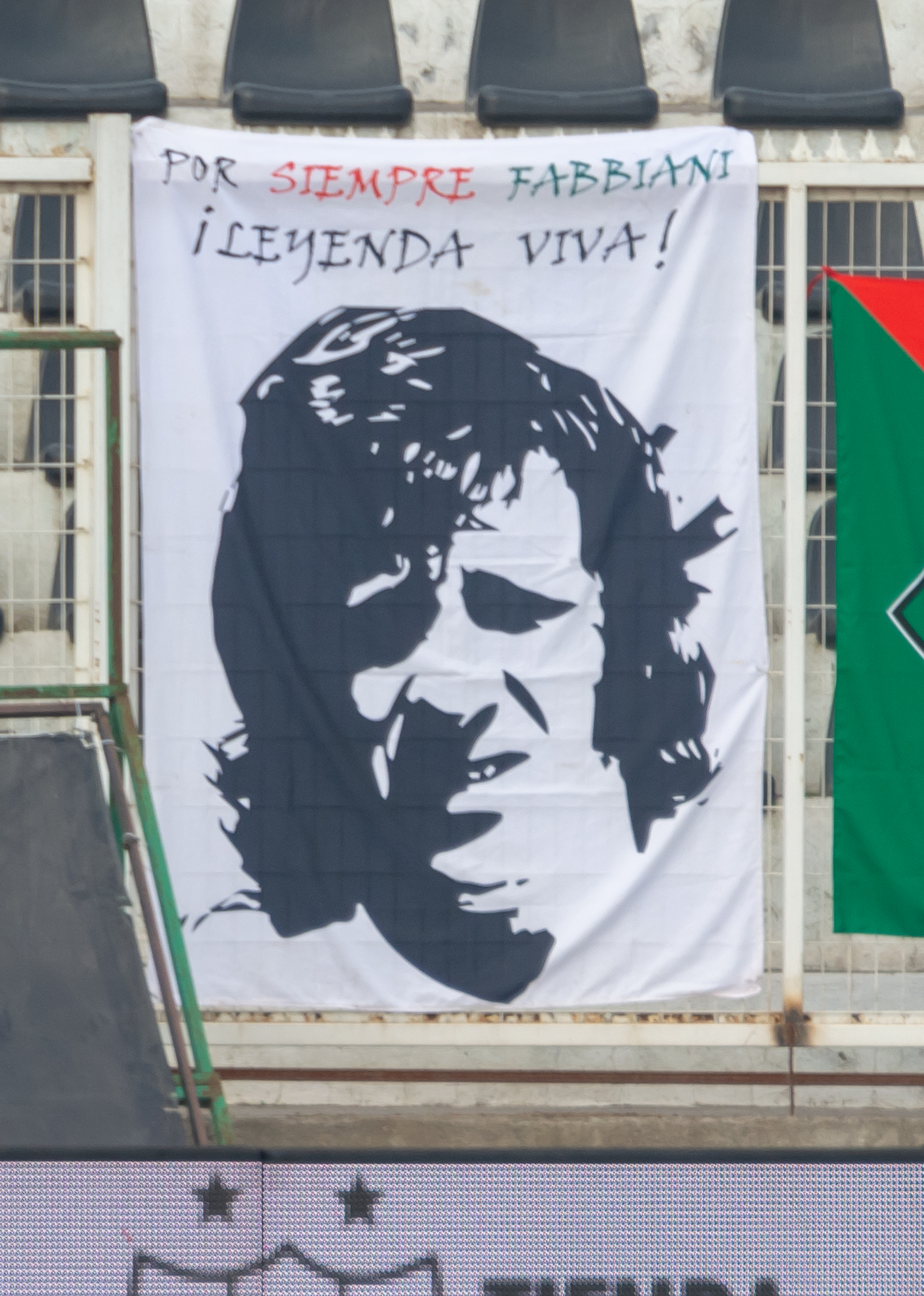
Banner mit dem Konterfei Fabbianis während des chilenischen Erstligaspiels Palestino gegen Deportes Copiapó, Estadio Municipal de La Cisterna, Santiago de Chile (2023)

Óscar Roberto Fabbiani Venturelli (* 17. Dezember 1950 in Buenos Aires) ist ein ehemaliger argentinisch-chilenischer Fußballspieler, der seine erfolgreichste Zeit beim chilenischen Klub CD Palestino hatte, mit dem er Meister, zweifacher Pokalsieger und dreifacher Torschützenkönig wurde. Óscar Fabbiani stammt aus einer Fußballfamilie und ist Onkel von Cristian Fabbiani.

## Karriere

### Verein
Fabbiani begann seine Karriere bei San Martín de Tucumán. Von seiner zweiten Station Unión San Felipe wechselte er zu CD Palestino, wo er 1975 sofort die Copa Chile gewinnen konnte. 1977 gelang dem Verein mit Fabbiani die Titelverteidigung, da der Pokal 1976 nicht ausgetragen wurde. Die Chilenische Meisterschaft gewann Fabbiani 1978. Nach 1976 und 1977 wurde der argentinisch-chilenische Stürmer 1978 das dritte Mal in Folge Torschützenkönig. Nach seinem Wechsel in die USA zu den Tampa Bay Rowdies wurde Fabbiani erneut Torschützenkönig der Liga. 1986 wechselte Fabbiani zu den Dallas Sidekicks, wo er gemeinsam mit seinem chilenischen Landsmann Diego Castro spielte und seine Karriere ausklingen ließ. Er spielte noch für unterklassige chilenische Teams in der zweiten und dritten Liga des Landes.

### Nationalmannschaft
Fabbiani lief insgesamt 3-mal für Nationalmannschaft Chiles auf. Er absolvierte alle drei Finalpartien bei der Copa América 1979 gegen Paraguay.

## Erfolge
CD Palestino
- Chilenischer Meister (1): 1978
- Copa Chile (2): 1975, 1977

## Auszeichnungen
- Torschützenkönig der Primera División (3): 1976, 1977, 1978
- Torschützenkönig der North American Soccer League (1): 1979